# Розґарт
Розґарт (пол. Rozgart, нім. Preußisch Rosengart) — село в Польщі, у гміні Ґроново-Ельблонзьке Ельблонзького повіту Вармінсько-Мазурського воєводства. Населення — 133 особи (2011).
У 1975—1998 роках село належало до Ельблонзького воєводства.

## Демографія
Демографічна структура станом на 31 березня 2011 року:
|          | Загалом | Допрацездатний вік | Працездатний вік | Постпрацездатний вік |
| -------- | ------- | ------------------ | ---------------- | -------------------- |
| Чоловіки | 68      | 9                  | 54               | 5                    |
| Жінки    | 65      | 9                  | 39               | 17                   |
| Разом    | 133     | 18                 | 93               | 22                   |